# Плисківські каштани
Плисківські каштани — ботанічна пам'ятка природи місцевого значення. Розташована на території Плисківської сільської ради Погребищенського району Вінницької області (Плисківське лісництво, кв. 29 діл.11). Оголошена відповідно до рішення Вінницького облвиконкому від 29.08.1984 р. № 371 та№187 від 13.05.64 р. Охороняється цінне насадження штучного походження віком понад 40 років, в складі якого зростає рідкісна в області деревна порода – каштан їстівний, дуб ясен, клен.